# Агнесса (жена Рамиро I)
Агнесса Аквитанская (исп. Inés; умерла не ранее 1063) — королева Арагона, вторая жена Рамиро I Арагонского.

## Биография
Агнесса, предположительно, была дочерью герцога Гильома VI или Гильома VII и, возможно, после смерти Рамиро I стала женой графа Савойского Пьера I.
После смерти Эрмесинды Бигоррской Рамиро I Арагонский вступил в брак с Агнессой. Считается, что Агнесса пережила своего мужа, скончавшегося 8 мая 1063 года. В браке супруги провели приблизительно десять лет и не имели детей. Имя «Агнесса» часто использовалось в роду аквитанских герцогов, к тому же арагонцы и аквитанцы часто заключали брачные союзы, поэтому до сих пор неизвестна четкая родословная Агнессы. И Гильом VI, и Гильом VII были предложены в качестве её возможных отцов. Пьер I Савойский женился на «Агнесе, дочь Гильома Пуатье», и считается, что этой Агнессой была именно овдовевшая супруга Рамиро I. Если это так, то Агнессе пришлось выйти замуж за Рамиро в очень молодом возрасте, что может объяснить отсутствие у неё детей от Рамиро.